# لغة بينان
بينان ، المعروفة أيضًا باسم بينان نيبونغ ، هي مجمع لغوي يتحدث به شعب البينان في بورنيو و هم مرتبطون باللغات القينية .